# Jewgienij Kuzniecow (skoczek do wody)
Jewgienij Władimirowicz Kuzniecow ros. Евгений Владимирович Кузнецов (ur. 12 kwietnia 1990 w Stawropolu) – rosyjski skoczek do wody, srebrny medalista olimpijski, medalista mistrzostw świata i Europy.

## Kariera sportowa
W 2012 roku otrzymał srebrny medal igrzysk olimpijskich w Londynie (2012) z trampoliny 3 m w parze z Ilją Zacharowem.
Na uniwersjadzie w 2013, która odbyła się w Kazaniu zdobył złoty medal w skokach do wody z trampoliny 3 m. Był to pierwszy złoty medal dla Rosji na tej imprezie, z kolei na mistrzostwach świata w 2013 zdobył srebrny medal w skokach z trampoliny 3 m i w skokach synchronicznych z tej samej wysokości (wspólnie z Ilją Zacharowem).
Był uczestnikiem igrzysk olimpijskich w Rio de Janeiro, ale nie zdobył na nich żadnego medalu.
W 2017 roku otrzymał tytuł mistrza świata w skoku synchronicznym z trampoliny 3 m. Podczas letniej uniwersjady w Tajpej zdobył trzy medale: złoty w konkursie skoków synchronicznych z trampoliny 3-metrowej w parze z Ilją Zacharowem, srebrny w skokach z trampoliny 3-metrowej oraz brązowy z trampoliny 1-metrowej. Rok później zdobył trzy medale mistrzostw Europy w Glasgow, w tym tytuł mistrzowski w skoku synchronicznym z trampoliny 3 m. W latach 2019-2021 powiększył swój dorobek medalowy o medale mistrzostw Europy w skokach do wody (2019) i o medale mistrzostw Europy w pływaniu (2021). Wystąpił na igrzyskach olimpijskich w Tokio, gdzie tak jak na poprzednim występie olimpijskim nie wywalczył medalu.